# Derancistrus hovorei
Derancistrus hovorei là một loài bọ cánh cứng trong họ Cerambycidae.